# 島木綿子
島 木綿子（しま ゆうこ、1936年12月7日 - ）は、日本の女優、声優。東京都出身。夫は声優の雨森雅司。

## 略歴
明星学園卒業。
劇団風の子、劇団城、文学座養成所、文学座、劇団四季、東京俳優生活協同組合、河の会、江崎プロダクション、オフィス央、劇団芸協に所属していた。

## 人物
声種はソプラノ。
子供が1人いる。

## 出演

### テレビアニメ
1968年
- 巨人の星

1974年
- 破裏拳ポリマー
- 科学忍者隊ガッチャマン（老母）

1978年
- ペリーヌ物語
- 野球狂の詩（年子、お峰）
- 若草のシャルロット（ベッキー）

1979年
- ベルサイユのばら（老女官）

1981年
- 家族ロビンソン漂流記 ふしぎな島のフローネ（シェリー）

1983年
- パーマン（ミチ子の母）

1985年
- おねがい!サミアどん（1985年 - 1986年）

### 劇場アニメ
- ヤスジのポルノラマ やっちまえ!!（1973年）
- 野球狂の詩 北の狼南の虎（1979年、お峰）
- パーマン バードマンがやって来た!!（1983年、ミチ子の母）

### 吹き替え

#### 映画
- 青い目の蝶々さん（カズミ〈谷洋子〉）
- 暁の用心棒
- 雨のパスポート（シモーヌ〈ベルナデット・ラフォン〉）
- アラモ
- 居酒屋
- 駅馬車 ※NETテレビ版
- 俺たちに明日はない
- 喝采
- 皇帝のビーナス（母親）
- 荒野の追跡（司令官夫人、夫人）
- 荒野の用心棒（女）※NETテレビ版
- ゴースト/血のシャワー（シルヴィア〈ケイト・リード〉）
- 殺しを呼ぶ瞳（ドリス〈キャロル・サーストン〉）※東京12ch版
- サムソンとデリラ ※フジテレビ版
- 私生活（ガビー）
- 紳士泥棒 大ゴールデン作戦
- 紳士は金髪がお好き（ビークマン夫人〈ノーマ・ヴァーデン〉）※フジテレビ版
- 白い家の少女
- スター・トレック（チャペル〈メイジェル・バレット〉）
- ダーティハリー3
- 太陽がいっぱい ※フジテレビ版
- 太陽に向って走れ ※NETテレビ版
- 地底探検 ※フジテレビ版
- トラ・トラ・トラ!（ミス・ケーブ）
- 泥棒成金 ※TBS版
- バラキ（レイナ夫人〈プペラ・マッジオ〉）※NETテレビ版
- ふたり（マクラスキー夫人〈フランシス・スターンハーゲン〉）※TBS版
- 慕情 ※NETテレビ版
- よろめき休暇（交換手2）
- 若草物語（ガーディナー夫人〈イザベル・ランドルフ〉）※東京12ch版

#### ドラマ
- 宇宙大作戦（チャペル）
- 刑事コロンボ 偶像のレクイエム（イーディス・ヘッド）

### 舞台
- イフィジェニー（1963年、劇団城） - エリフィール[7]
- 埋葬伝説